# Palacios
Palacios è un centro abitato degli Stati Uniti d'America situato nella contea di Matagorda dello Stato del Texas.
La popolazione era di 4.718 persone al censimento del 2010.

## Geografia fisica
Palacios è situato sulla costa del Golfo a 28°42′33″N 96°13′03″W (28.709153, -96.217588), circa a metà strada tra Houston e Corpus Christi con le quali è collegata dalla Statale 35. Si trova sulle rive della baia di Tres Palacios, un braccio della baia di Matagorda.
Secondo lo United States Census Bureau, ha un'area totale di 5,3 miglia quadrate (14 km²).

## Società

### Evoluzione demografica
Secondo il censimento del 2000, 5.153 persone, 1.661 nuclei familiari e 1.244 famiglie risiedevano nella città. La densità di popolazione era di 1.021,4 persone per miglio quadrato (394,8/km²). C'erano 1.976 unità abitative a una densità media di 391,7 per miglio quadrato (151,4/km²). La composizione etnica della città era formata dal 57,07% di bianchi, il 4,74% di afroamericani, lo 0,68% di nativi americani, il 12,13% di asiatici, il 22,36% di altre razze, e il 3,03% di due o più etnie. Ispanici o latinos di qualunque razza erano il 51,19% della popolazione.
Dei 1.661 nuclei familiari, il 44,7% aveva figli di età inferiore ai 18 anni, il 55,4% aveva coppie sposate conviventi, il 13,4% aveva un capofamiglia femmina senza marito, e il 25,1% non erano famiglie. Circa il 22,0% di tutti i nuclei familiari erano individuali, e il 10,2% aveva componenti con un'età di 65 anni o più che vivevano da soli. Il numero di componenti medio di un nucleo familiare era di 3,08 e quello di una famiglia era di 3,64.
Vi erano il 35,4% di persone sotto i 18 anni, il 9,1% di persone dai 18 ai 24 anni, il 25,8% di persone dai 25 ai 44 anni, il 18,6% di persone dai 45 ai 64 anni, e l'11,1% di persone di 65 anni o più. L'età media era di 30 anni. Per ogni 100 femmine, c'erano 100,9 maschi. Per ogni 100 femmine dai 18 anni in giù, c'erano 95,7 maschi.
Il reddito medio di un nucleo familiare era di 27.623 dollari, e per una famiglia era di 35.518 dollari. I maschi avevano un reddito medio di 27.483 dollari contro i 21.875 dollari delle femmine. Il reddito pro capite era di 13.107 dollari. Circa il 19,8% delle famiglie e il 24,2% della popolazione erano sotto la soglia di povertà, incluso il 28,9% di persone sotto i 18 anni e il 14,3% di persone di 65 anni o più.